# Villa Aeroparque
Villa Aeroparque ist eine Stadt in Uruguay.

## Geographie
Sie befindet sich im südlichen Teil des Departamento Canelones in dessen Sektor 37. Villa Aeroparque liegt dabei östlich der Grenze zum Nachbardepartamento Montevideo, die hier vom Arroyo de Toledo gebildet wird, und der Ortschaft Colinas de Carrasco. Zwischen diesen beiden Siedlungen entspringt der Arroyo de Escobar, der auch das südwestliche Stadtgebiet kreuzt und dann südlich der Stadt nach Osten fließt. Nordwestlich grenzt Villa Aeroparque an Fraccionamiento Camino Maldonado, nördlich liegt Barros Blancos während im Osten La Tahona und im Nordosten Villa El Tato zu finden ist. Einige Kilometer südwestlich erstreckt sich das Gelände des Aeropuerto Internacional de Carrasco.

## Infrastruktur
Am Westrand der Stadt führt die Ruta 101 nach Norden.

## Einwohner
Die Einwohnerzahl von Villa Aeroparque beträgt 4.307 (Stand 2011).
| Jahr | Einwohner |
| ---- | --------- |
| 1963 | -         |
| 1975 | 865       |
| 1985 | 1.887     |
| 1996 | 3.414     |
| 2004 | 4.434     |
| 2011 | 4.307     |

Quelle: Instituto Nacional de Estadística de Uruguay